# O Brother, Where Art Thou?
O Brother, Where Art Thou? is een Amerikaanse filmkomedie uit 2000 van de broers Joel en Ethan Coen.
De door Homerus vastgelegde omzwervingen van Odysseus worden nog eens overgedaan in Mississippi, USA anno 1937. Drie ontsnapte gevangenen gaan op zoek naar een vermeende schat en vinden alle obstakels en verleidingen op hun weg die ook in de Odyssee een rol spelen. Er wordt vrij geciteerd uit deze klassieker door Ulysses Everett McGill (George Clooney), Delmar (Tim Blake Nelson) en Pete (John Turturro) op hun weg te laten kennismaken met: een blinde voorspeller, de zuivering van de zonde (doop door baptisten), de bedreiging van kwaad in vele gedaanten (bankrover George 'Babyface' Nelson, 'cycloop' Big Dan Teague, boevenjagende sheriff als 'de duivel', Ku Klux Klan, etc), de verleiding door de Sirenen en uiteindelijk, na een allesvernietigend natuurverschijnsel (een dal wordt overstroomd) is daar de verlossing in de goede afloop.
De film loopt over van komische plots, dubbelzinnige verwijzingen en originele dialogen, meest in een stevig southern accent. Er is gebruikgemaakt van een warmgele kleuring van veel beelden zodat de broeierige sfeer extra wordt aangezet. De filmmuziek van country, blues, bluegrass- en folksongs werd geschreven door onder anderen T-Bone Burnett, maar staat ook vol met authentieke opnames uit de jaren 30, evenals covers van evergreens uit die periode gezongen en gespeeld door moderne muzikanten. Ze won een Grammy Award.

## Verhaal
Everett, Pete en Delmar ontsnappen uit een vastgeketende groep gevangenen en starten hun zoektocht naar de $1,2 miljoen die Everett gestolen zou hebben van een pantserwagen en voorafgaand aan zijn gevangenneming begraven zou hebben. Ze hebben maar vier dagen de tijd om de schat te vinden voordat de vallei waar hij begraven is zal onderlopen om een stuwmeer te worden.
Vlak na hun ontsnapping proberen ze op een rijdende trein te springen waar enkele zwervers zitten, maar ze vallen eruit omdat Pete er niet op komt. Kort daarna zien ze een blinde man die op een eigenhandig bestuurd karretje over de sporen reist. Ze mogen een eindje meerijden en tijdens deze rit doet de man een voorspelling, gelijkend op de ziener Tiresias in Homerus’ Odysseus.
De groep zet zijn weg voort op zoek naar de schat. Ze wandelen naar het huis van de neef van Pete die hen bevrijdt van hun kettingen. Terwijl ze liggen te slapen worden ze gewekt door de autoriteiten, gewaarschuwd door Petes neef omdat die het geld nodig had voor zijn familie, die hen dwingen naar buiten te komen. Als blijkt dat ze dat niet gaan doen, steken ze de schuur in brand waar ze sliepen. Ze worden uit de brand geholpen door het zoontje van de neef van Pete. Ze rijden een eindje weg en dumpen dan het zoontje.
Ze zetten hun tocht voort. Tijdens het eten horen ze gezang (“Down to the river to pray”) en besluiten Pete en Delmar zich te laten dopen.
Onderweg pikken ze een lifter op, een jonge gitarist Tommy Johnson genaamd. Als ze vragen wat hij op het kruispunt in ‘the middle of nowhere’ deed, antwoordt hij dat hij zijn ziel aan de duivel heeft verkocht om gitaar te kunnen spelen. De duivel beschrijft hij als een blanke, met lege ogen en een holle stem, die graag met een gemene oude hond reist, een beschrijving die past bij de politieagent die hen achtervolgt. De vier mannen nemen het nummer “I’m a man of constant sorrow” op in een radiostation, waarbij ze zichzelf de ‘Soggy Bottom Boys’ noemen. Hun doel is snel wat geld te verdienen, maar terwijl zij verder vluchten, wordt het lied beroemd en populair in de hele staat. Nadat de politie 's nachts hun auto vindt, gaat Tommy ervandoor.
Ze gaan verder met z'n drieën en beleven verschillende vreemde avonturen. Ze komen Babyface Nelson tegen en mogen met hem meeliften. Ze beroven dan met z'n vieren de bank. Ze komen drie sirenen tegen die hen in slaap zingen, zoals ook bij Odysseus, waarna Pete vermist wordt en een pad in de plaats gevonden wordt. Delmar is er direct van overtuigd dat Pete is omgetoverd tot pad, zoals Odysseus’ bemanning werd omgetoverd in varkens door Circe. Ze worden ook nog overvallen door een eenogige Bijbelverkoper, Big Dan Teague (een verwijzing naar de cycloop Polyphemos bij Odysseus).
Everett en Delmar komen aan in het dorp van Everett en komen er tot de ontdekking dat Everetts vrouw, Penny, verloofd is met Vernon T. Waldrip, de campagneleider van de kandidaat-gouverneur Homer Stokes, en dat zij hun dochters heeft wijsgemaakt dat hun vader, Everett dus, aangereden was door een trein en zo om het leven was gekomen omdat ze zichzelf zo schaamt voor hem.
Terwijl Everett en Delmar in de cinema naar een film kijken, komt een rij gevangenen binnen onder wie Pete, die hen zegt niet naar de schat te zoeken. Nu Everett en Delmar weten dat Pete nog leeft bevrijden ze hem uit de gevangenis. Pete zegt dat hij de plaats van de schat heeft prijsgegeven. Everett bekent dan dat er geen schat is, dat hij opgepakt was omdat hij zonder vergunning als advocaat werkte en dat hij de schat enkel gebruikte om de twee mannen, aan wie hij vastgeketend was te overtuigen. Pete wordt razend omdat door zijn ontsnapping zijn twee weken die hij eigenlijk nog in de gevangenis moest zitten nu door toedoen van Everett vijftig jaar zullen worden. Hij valt Everett aan en al vechtend komen ze aan in de buurt van een bijeenkomst van de Ku Klux Klan. Die hebben Tommy, de gitarist, gevangen en willen hem ophangen. De drie mannen komen in actie en proberen hem te bevrijden. Ze verkleden zich als wachtposten, maar worden ontmaskerd door Big Dan, een clanlid. Hierdoor ontstaat er chaos, waardoor de drie samen met Tommy kunnen ontsnappen en deze laatste knipt de kabels van een brandend kruis door dat recht op enkele clanleden terechtkomt, onder wie Big Dan.
In de volgende scène wordt duidelijk dat Homer Stokes de leider is van de Ku Klux Klan-bijeenkomst, wanneer hij zijn gewaad in de auto smijt voorafgaand aan zijn campagnediner.
Ook Everett wil daar naar binnen om zijn vrouw te overtuigen toch voor hem te kiezen. De vier mannen verkleden zich als muzikanten en beginnen te improviseren. Als ze “I’m a man of constant sorrow” inzetten, gaat het publiek uit zijn dak, want eindelijk weten de mensen wie de Soggy Bottom Boys zijn. Stokes herkent hen ook, maar dan als de mensen die zijn bijeenkomst hebben verstoord en wil dat ze stoppen met hun muziek en uit zijn haat tegenover hen, niet alleen omdat ze zijn bijeenkomst hebben verpest, maar ook omdat ze niet blank zijn, maar afkomstig van een gemengd huwelijk of in Tommy’s geval, gewoon zwart zijn. Het publiek is echter op de hand van de Soggy Bottom Boys en draagt Stokes op een schandpaal naar buiten. Pappy O’Daniel, de zetelende gouverneur, ziet zijn kans om zijn campagne te redden en verleent het viertal, aangehoord door de gehele zaal en talloze radioluisteraars, gratie en geeft ze zelfs een politieke functie. Penny besluit dan toch om voor Everett te kiezen en eenmaal buiten komen ze Babyface Nelson tegen die opgepakt is en heel enthousiast schreeuwt dat hij op de elektrische stoel gezet zal worden.
Aan het huwelijk van Penny en Everett hangt wel één voorwaarde: Everett moet hun oorspronkelijke trouwring terugvinden en die ligt nog in hun huisje. Als ze daar aankomen, zien ze de politie, drie stroppen, drie grafdelvers en drie graven. Everett protesteert tegen het bevel van ophanging door te melden dat al zijn schulden zijn vrijgesproken. Maar de leider van de politieagenten zegt dat de wet alleen geldt voor mensen en dat ze geen radio hebben en dus de vrijspraak niet hebben gehoord. De mannen beginnen te wanhopen en Everett improviseert een gebed. Ze worden gered door de voorspelde vloed. Tommy vindt de ring in een bureau dat op het meer drijft, maar wanneer Everett deze ring aan Penny laat zien antwoordt deze dat het de foute ring is en dat ze alleen trouwt met de juiste ring. Terwijl Everett probeert Penny ervan te overtuigen dat de juiste ring vinden onmogelijk is omdat die op de bodem van een enorm meer ligt, passeert de blinde ziener op zijn zelfgemaakte karretje en zo eindigt de film.

## Rolverdeling
| Acteur            | Personage                          |
| ----------------- | ---------------------------------- |
| George Clooney    | Ulysses Everett McGill             |
| Tim Blake Nelson  | Delmar O'Donnell                   |
| John Turturro     | Pete Hogwallop                     |
| John Goodman      | Big Dan Teague                     |
| Holly Hunter      | Penny McGill                       |
| Charles Durning   | Governor Menelaus "Pappy" O'Daniel |
| Chris Thomas King | Tommy Johnson                      |
| Daniel von Bargen | De sheriff                         |
| Ray McKinnon      | Vernon T. Waldrip                  |
| Michael Badalucco | George Nelson                      |
| Stephen Root      | Man van de radio                   |
| Wayne Duvall      | Homer Stokes                       |
| Will McSpadden    | Indent                             |
| Musetta Vander    | Sirene                             |
| Christy Taylor    | Sirene                             |
| Tate              | Sirene                             |